# Eduard Kaempffer

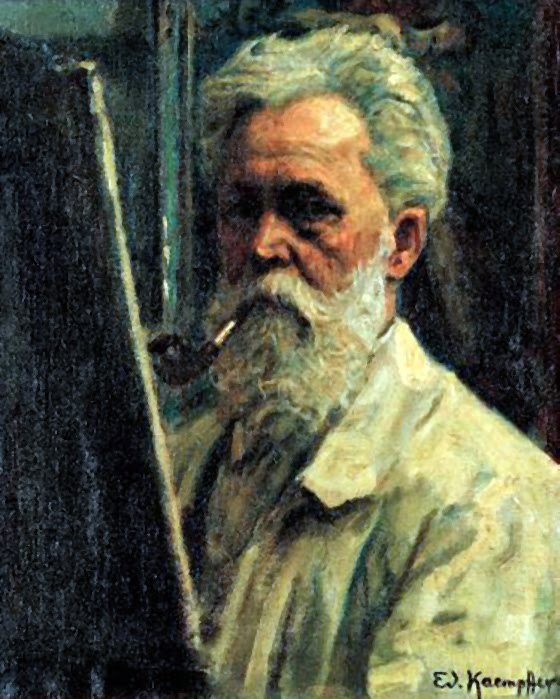
Selbstbildnis

Eduard Friedrich Kaempffer (* 13. Mai 1859 in Münster; † 22. März 1926 in Obernigk, Schlesien) war ein deutscher Maler, Bildhauer und Medailleur.

## Leben
Kaempffer studierte von 1875 bis 1880 bei Eduard von Gebhardt und Peter Janssen an der Düsseldorfer Kunstakademie. Von 1880 bis 1881 war er Student der Kunstakademie München, wo er Maltechnik bei Ludwig von Löfftz und Anton Seitz studierte. Danach lebte er wieder in Düsseldorf im Haus der Witwe des Malers Eduard Schoenfeld.
Das Jahr 1885 verbrachte er in Rom, unterstützt durch den Rompreis der Abraham-Wetter-Stiftung in Düsseldorf. 1887 erhielt er ein Stipendium der Abraham-Wetter-Stiftung für den Entwurf des Altarbilds Geißelung Christi in der Martin-Luther-Kirche in Bad Neuenahr, das er im Auftrag des Kunstvereins für die Rheinlande und Westfalen schuf. Ab 1891 wieder in München ansässig, wurde er 1895 an die Königliche Kunst- und Gewerbeschule Breslau berufen, wo er bis 1924 als Lehrer für Naturzeichnen und Figurenmaler tätig war. 1893, 1894 und 1895 erhielt er auf der Großen Berliner Kunstausstellung jeweils eine kleine Goldmedaille.
Kaempffer war Lehrer von Thuro Balzer, Willibald Besta, Max Friese, Erich Kittmann, Oskar Obier, Paul Plontke, Robert Karl Pollog, Rudolf Priebe, Georg Wichmann und Carl Bantzer, mit dem er befreundet war. Er war an der Willingshäuser Malerkolonie beteiligt.
Kaempffers bedeutendstes Werk ist sein Gemäldezyklus im Treppenhaus des Rathauses von Erfurt, den er von 1889 bis 1896 schuf. In exemplarischen Szenen schildert er dort u. a. die Tannhäusersage, die  Faustsage, die Sage vom Grafen von Gleichen und seinen zwei Ehefrauen sowie die Erfurter Jahre Martin Luthers.
Als Plastiker schuf er ab 1899 einige Kleinbronzen („Tigerin mit Jungen“, „Sieger“, „Hochzeitsmedaille“), spätere plastische Arbeiten sind „Salome“, „Bacchant mit Panther“, „Pegasus“ und „Beweinung Christi“.

## Werke (Auswahl)

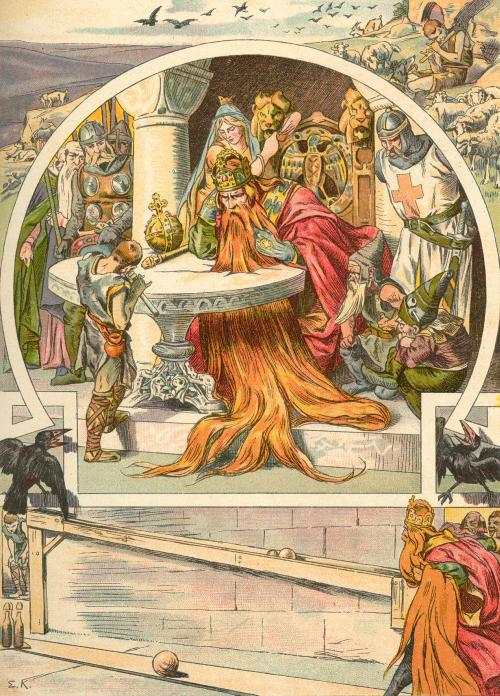
Kaiser Rotbart (Illustration zu „Deutsche Sagen“ von H. Weinert)
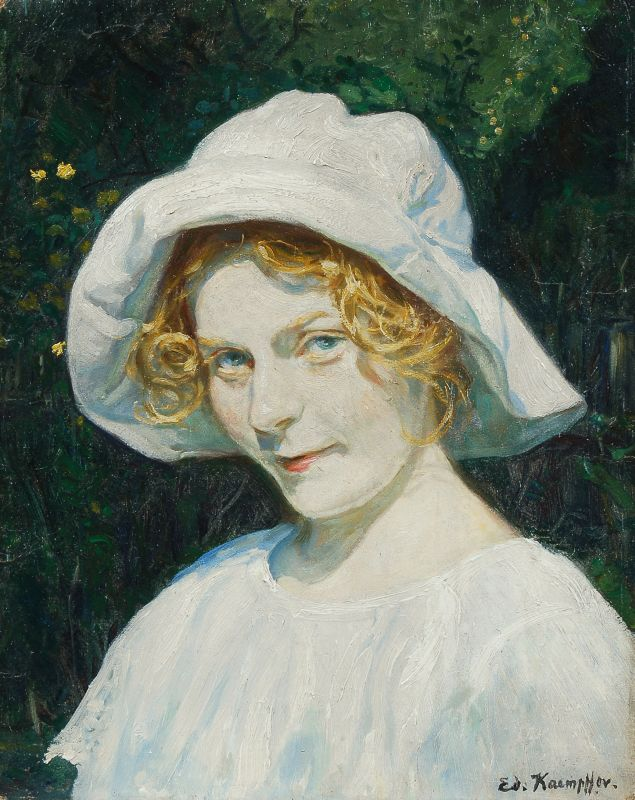
Mädchen mit weißem Hut
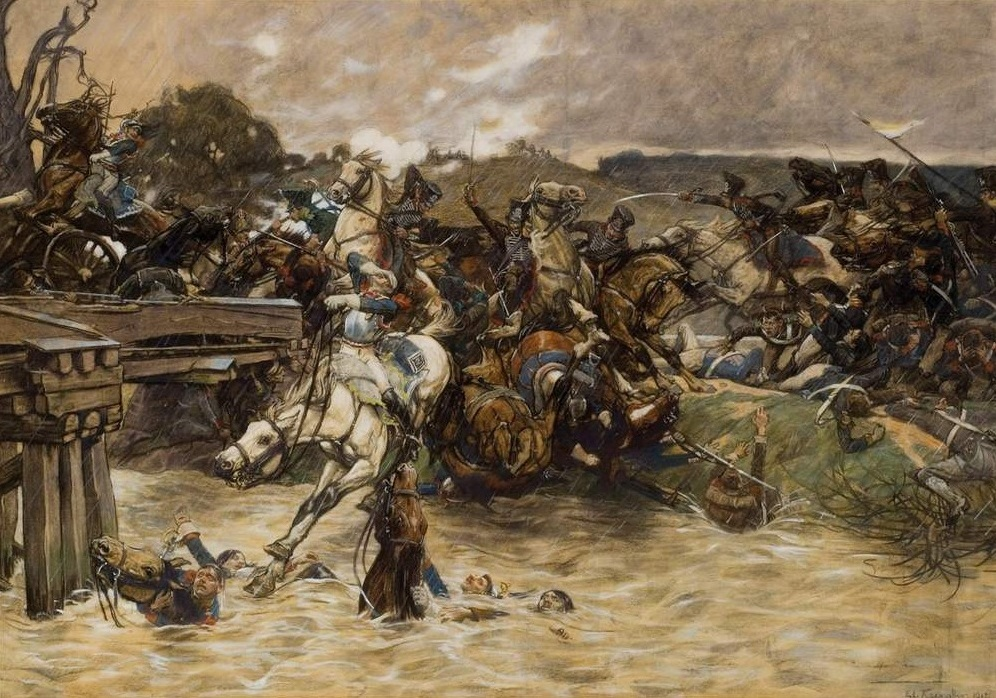
Schlacht an der Katzbach
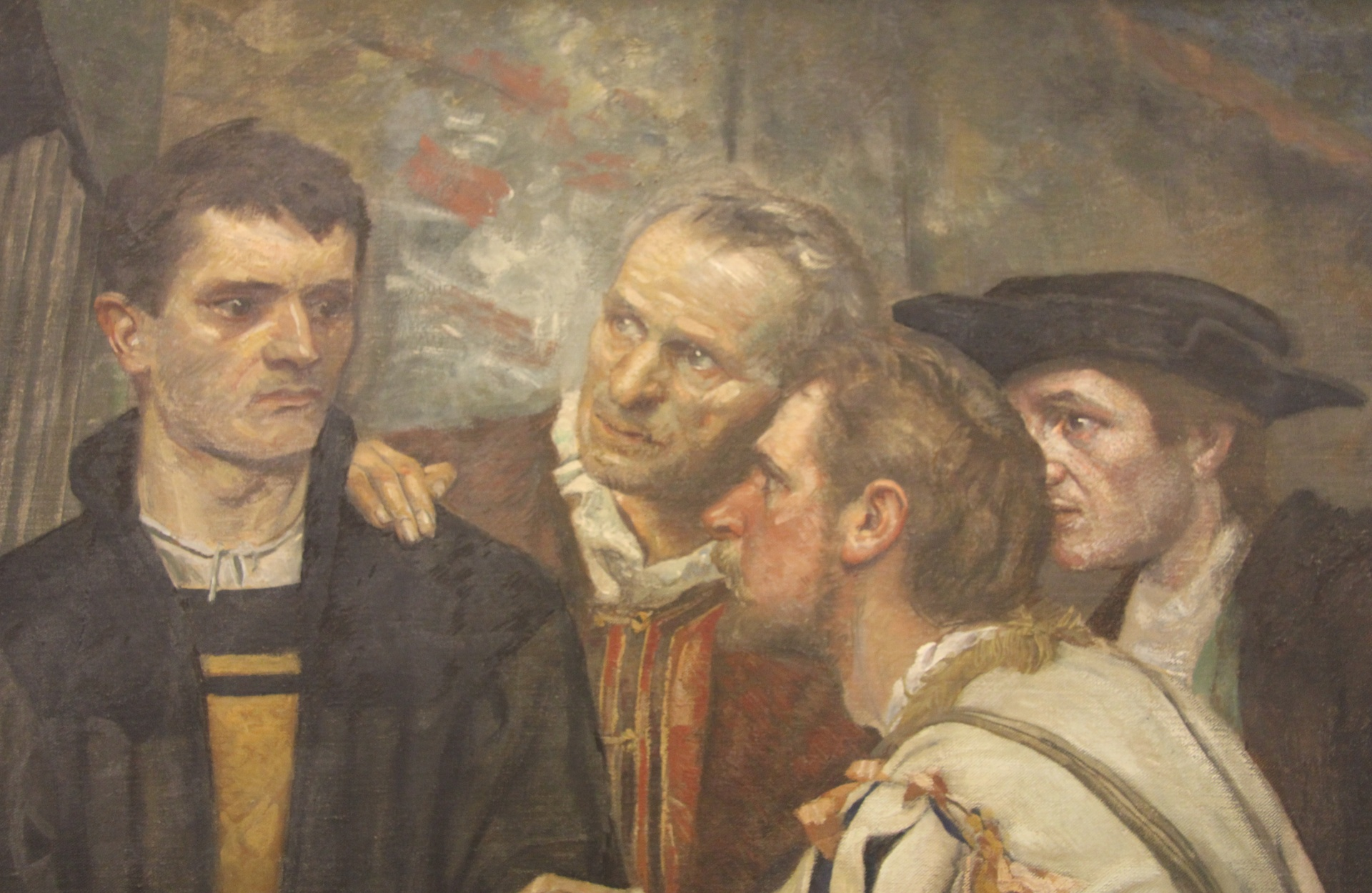
Luther nimmt an der Klosterpforte Abschied von seinen Freunden (Erfurter Rathaus)
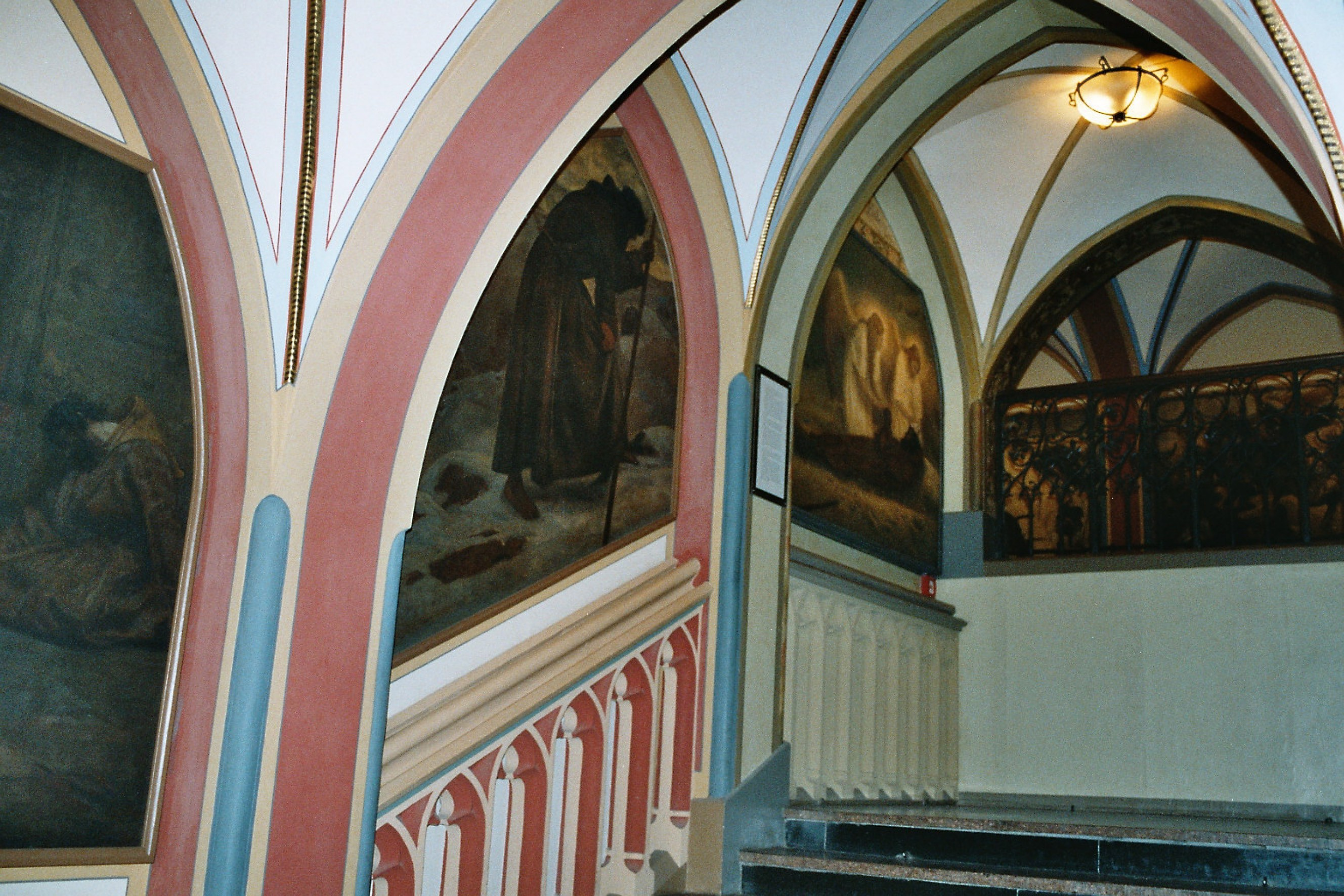
Gemälde im Treppenhaus des Erfurter Rathauses